# Spook & Destroy
Spook & Destroy è il terzo EP di Wednesday 13, uscito l'8 ottobre 2012, presenta due canzoni completamente nuove e canzoni ri-registrate e rinnovate.

## Tracce
1. M.F.T.W. – 4:00
2. Halloween 13-13 – 3:52
3. Bad Things (re-recorded 2012) – 3:27
4. Rambo (re-recorded 2012) – 2:26
5. Mr.M**********r (re-recorded 2012) – 2:01
6. Curse of Me (Studio Acoustic) – 3:34
7. Bad Things (Suffocation Celebration Remix) – 3:38
8. Rambo (Bullets and Bloodshed Remix) – 2:40

## Formazione
- Wednesday 13 - voce, chitarra ritmica, tastiere
- Roman Surman - Chitarra Ritmica e solista, cori
- Jack Tankersley - basso, chitarra ritmica, cori
- Jason "Shakes" West - batteria, cori
- Brent Clawson - cori